# Cardeau
Pour les articles ayant des titres homophones, voir Cardo et cardot.
Taxons concernés
- De nombreuses espèces de la famille des 
Paralichthyidae dans les genres
  - Hippoglossina
  - Paralichthys
  - Pseudorhombus
- Oncopterus darwiniimodifier

Cardeau  est un nom vernaculaire générique qui désigne en français plusieurs espèces de poissons plats de l'ordre des Pleuronectiformes.

## Liste des espèces appelées «cardeaux»
- Cardeau à quatre ocelles - Hippoglossina oblonga
- Cardeau alabate - Paralichthys aestuarius
- Cardeau brésilien - Paralichthys brasiliensis
- Cardeau californien - Paralichthys californicus
- Cardeau cannelle - Pseudorhombus cinnamoneus
- Cardeau d'été - Paralichthys dentatus
- Cardeau de Floride - Paralichthys lethostigma
- Cardeau hirame - Paralichthys olivaceus
- Cardeau huarache - Paralichthys woolmani
- Cardeau patagonien - Paralichthys patagonicus
- Cardeau remo - Oncopterus darwinii
- Cardeau trois yeux - Paralichthys albigutta
- Cardeau tropical - Paralichthys tropicus